# Hřbitov v Jičíně
Hřbitov v Jičíně (též Hřbitov u Panny Marie Bolestné) je hlavní městský hřbitov v městské části Nové Město v Jičíně. Nachází se na jihozápadním okraji města, v ulici Ruská, u kostela Panny Marie Bolestné.

## Historie

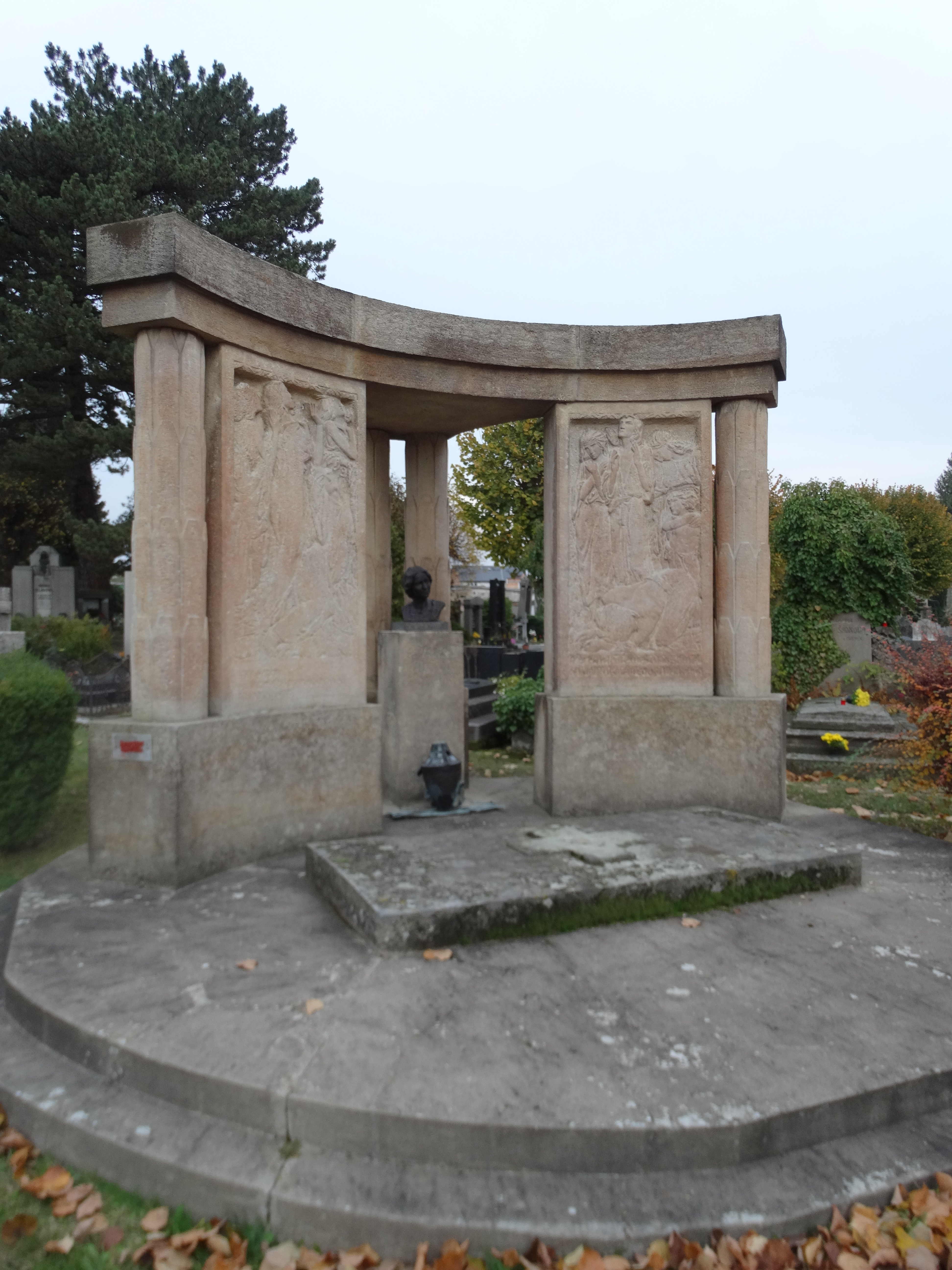
Hrobka rodiny Hrubých (autor František Bílek)

### Vznik
Hřbitov vznikl spolu kostelem Nejsvětější trojice na Novém Městě, během éry správy města Albrechtem z Valdštejna, náhradou za rušená pohřebiště v centru města. Stavba byla zahájena roku 1629, po Valdštejnově smrti roku 1634 byla stavba na čas zastavena, později dokončený kostel přejmenován na Panny Marie de Salle (Bolestné). Židé z Jičína okolí byli pohřbíváni na židovském hřbitově u obory Valdštejnské lodžie roku 1651.
Ve druhé polovině 20. století zde byla postavena nová obřadní síň a budovy zázemí hřbitova a městské pohřební služby. V Jičíně se nenachází krematorium, ostatky zemřelých jsou zpopelňovány povětšinou v krematoriích v Semilech a v Jaroměři.

## Osobnosti pohřbené na tomto hřbitově
- Antonín Štrauch (1831–1877) – básník a redaktor
- Věra Ferbasová (1913–1976) – filmová a divadelní herečka
- Irma Geisslová (1855–1914) – spisovatelka a básnířka
- Jan Mastný (1781–1855) – textilní velkopodnikatel
- Čeněk Musil (1889–1947) – architekt, výtvarník a urbanista
- František rytíř Rutte (?–?) – starosta města v 60. letech 19. století (autorem hrobky Jan Sucharda)
- Ladislav Sehnal (1855–1908) – mecenáš, vydavatel a redaktor časopisu Krakonoš
- Leopold Podhradecký ze Stanfenheinu (?–?) – šlechtic (autorem hrobky Jan Sucharda)
- František Tomášů (1813–1877) – lékař, první primář městské nemocnice

### Hrobky
- Hrobka rodiny Loykovy – rodina poštovního úředníka
- Hrobka rodiny Hrubých – rodina měšťanů (autorem hrobky František Bílek)